# Геореференцирање
Геореференцирање је процес дефинисања положаја неке тачке или скупа тачака у физичком простору. Другим речима, геореференцирање је процес постављања неког растерског или векторског снимка у одређену картографску пројекцију или координатни систем. Овај поступак је, због тога, врло важан приликом моделовања података у географском информационом систему, као и другим картографским методама. Када је потребно комбиновати податке различитих извора и користити их у ГИС-у, неопходно је имати повољан референтни систем. Ово се постиже употребом различитих техника геореференцирања.

## Употреба
- Да би се аероснимци и сателитски снимци, који су обично растерске слике, употребљавали за картирање, неопходно је извршити њихово геореференцирање. То се врши преко контролних тачака, којима су на терену ГПС-ом одређене координате, а које су, такође, повезане са датим снимцима.
- Некада снимци који су снимљени у различитом временском периоду могу садржати значајне податке. Може бити потребно поредити или комбиновати те податке са онима који су сада доступни. Такође, подаци могу бити искоришћени за анализу промена у својствима процеса који се проучава током дужег периода времена.
- Различите карте могу бити израђене у различитим координатним системима. Методама геореференцирања могуће је комбиновати и преклапати овакве карте са минималним деформацијама.
- Користећи методе геореференцирања могуће је директно референцирати тачке на карти, преузимањем података са тоталних станица.